# Meander w Wąwozie Półrzeczki
Meander w Wąwozie Półrzeczki, Schronisko w Wąwozie Na Łopiankach V – jaskinia w górnej części wąwozu Półrzeczki, na północ od wsi Mników. Pod względem geograficznym znajduje się na Garbie Tenczyńskim, na południowym skraju Wyżyny Krakowsko- Częstochowskiej.

## Opis obiektu
Jaskinia znajduje się w orograficznie prawych zboczach wąwozu, w odległości 150 m na południe od autostrady A4. Otwór znajduje się w bezimiennej skale na wysokości około 5 m nad dnem doliny. Ma ekspozycję południowo-zachodnią i znajduje się we wnęce o znacznej wysokości (3,5 m), dzięki czemu jest widoczny ze ścieżki szlaku turystycznego biegnącego dnem doliny. Otwór znajduje się w górnej części tej wnęki i jest bardzo ciasny. Znajduje się za nim meandrujący korytarz o długości 7 m. Na dnie znajduje się bardzo głęboka i wąska rynna denna, a pod stropem półki. W środkowej części  korytarza znajduje się rozszerzenie, w którym można stanąć.
Jaskinia powstała w strefie wadycznej w skałach wapiennych pochodzących z jury późnej. O tym, że płynęła nią woda świadczy rynna denna i półki pod stropem. W głębi zachowała się również szata naciekowa w postaci niewielkich draperii, polew i stalagnatu o wysokości 15 cm. Powierzchnię nacieków pokrywa białe mleko wapienne. Na spągu wapienny gruz i glina.
Jaskinia jest wilgotna i bez przewiewu. Rozproszone światło słoneczne dociera tylko do zakrętu korytarza. Okolice otworu porastają glony, mchy i porosty. W korytarzu obserwowano dużą ilość pająków (m.in. sieciarz jaskiniowy Meta menardi), ćmy, komary, motyla szczerbówka ksieni Scoliopteryx libatrix i niewielkie ślimaki.

## Historia poznania i dokumentacji
Jaskinia jest znana od dawna, jednak rzadko odwiedzana. Znajduje się w wykazie jaskiń M. Szelerewicza i A. Górskiego z 1986 r, pod nazwą Schronisko w wąwozie Na Łopiankach V. Dokumentację opracowali A. Górny i P. Malina w październiku 1999 r. Plan opracował A. Górny. 

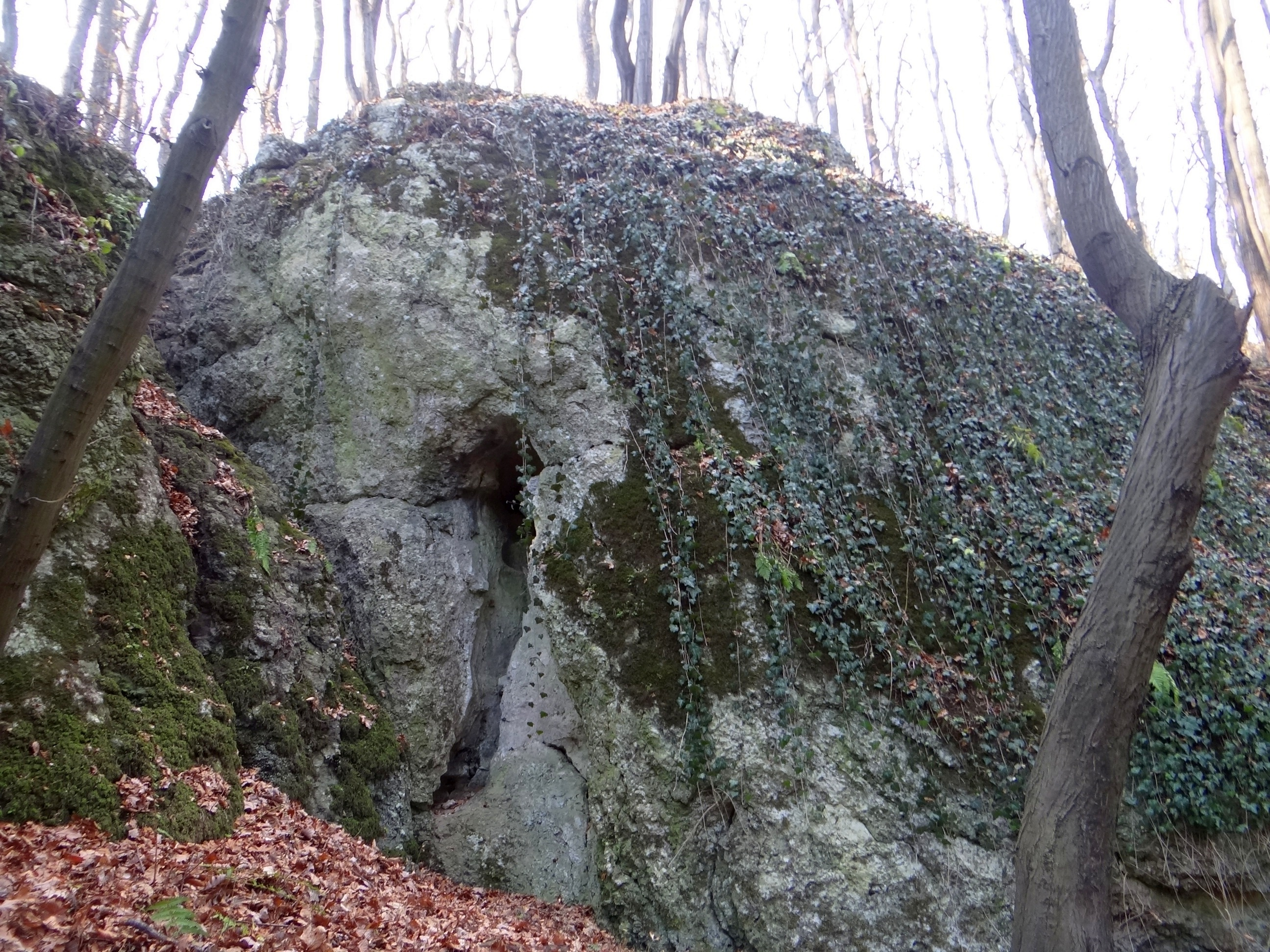
Otwór